# 劉復亨
劉 復亨（りゅう ふくこう、? - 1283年）は、モンゴル帝国・元に仕えた漢人武将。字は誠之。済南府斉河県の出身。

## 概要

### 生い立ち
父は行軍千戸の劉通。父の代から、漢人軍閥（漢人世侯）のうちの四大軍閥（四大世侯）の一人の東平の厳実に配下の武将として仕えていた。徳州軍民総官を務める。
耶律楚材の門人であり、『湛然居士文集』には「代劉帥請智公尼禅住報先寺」、「送門人劉復亨征蜀」で名が載せられている。その詩文中で「お前が弟子入りして20年経つが、学問を好まず戦にばかり行っていたな」とある。

### 栄進
父の跡を継ぎ、モンケ・カアンの南宋遠征では厳氏の東平軍を率いて功績を挙げた。モンケ死後の争いでクビライ・カアンはアリクブケに対抗するために、漢人軍閥の兵力を直下の親衛軍として組み込み、武衛軍（後に侍衛親軍）を組織した。四大世侯配下の有力武将たちが部隊長の将校として登用され、劉復亨もその一人であった。中統元年（1260年）にはアリクブケを逐った後のカラコルムを警備し、武衛軍副都指揮使（副司令官）となる。中統3年（1262年）の漢人軍閥李璮の乱では、乏しい兵糧に私財を提供し、クビライから褒賞金を与えられたが固辞した。至元2年（1265年）に左翼侍衛親軍副都指揮使となり、至元9年（1272年）に昭勇大将軍・鳳州等処経略使となる。至元10年（1273年）、日本侵攻軍の副司令官、征東左副都元帥に任ぜられた。

### 元寇
至元11年（1274年）、元の日本侵攻（元寇）に際し、左副都元帥として第一回目の侵攻（文永の役）に従軍。『元史』左副元帥・劉復亨伝では「（劉復亨は）征東左副都元帥に遷り、軍4万、戦船900艘を統率し日本を征す。倭兵10万と遇い、これを戦い敗った」とされている。
博多上陸後の百道原・姪浜の戦いにおいて負傷した。元側の記録『高麗史』によれば流れ矢で負傷したという。日本側の記録『八幡愚童訓』によれば少弐景資が敵軍大将を射落としたが、捕虜の証言でそれは大将軍流将公なる人物であった。これが劉復亨と推測されている。この指揮官の負傷により陣を乱した元軍は敗走した。

### その後
元への帰還後は敗戦の責で降格となる。そのため、第二回目の侵攻（弘安の役）には参加していない。その後、至元15年（1278年）に太平路総管・鎮国上将軍・淮西道宣慰使都元帥となり、至元20年（1283年）に奉国上将軍となったが、同年3月に死去した。
子に劉浩・劉澤・劉澧・劉淵・劉淮がいる。

## 伝記資料
- 『元史』巻152 列伝第39「劉通伝」
- 『新元史』巻143 列伝第40「劉通伝」